# Substancja pomocnicza
Substancje pomocnicze – substancje pochodzenia naturalnego lub syntetyczne (związki chemiczne) oraz ich mieszaniny wchodzące w skład postaci leku, które swoim działaniem nie wywierają wpływu farmakologicznego na organizm chorego, ani nie wchodzą w niepożądane reakcje wpływające na trwałość leku. Substancje pomocnicze w przeciwieństwie do czynnych stanowią tę część składników leku, która nie bierze udział w poprawie jego stanu, ale może ułatwiać przyjęcie leku. Niektórych substancji (np. sacharoza, glukoza, galaktoza, skrobia pszeniczna, laktoza, aspartam) nie można stosować w określonych jednostkach chorobowych (lub można stosować tylko w ograniczonych ilościach).
Substancje pomocnicze w produkcie leczniczym:
- nadają właściwą postać leku,
- decydują o właściwościach fizycznych produktu leczniczego,
- zwiększają trwałość substancji leczniczej,
- poprawiają wygląd i smak leku,
- mają wpływ na szybkość uwalniania i wchłaniania substancji leczniczej (zwiększają jego biodostępność);

## Regulacje prawne
Wszystkie dopuszczone substancje pomocnicze, podstawowe wymagania jakościowe dla tych substancji oraz sposób ich opisywania w dokumentacji towarzyszącej wnioskowi o dopuszczenie do obrotu w Polsce produktu leczniczego określone są w Rozporządzeniu Ministra Zdrowia z dnia 16 stycznia 2003 r. w sprawie środków konserwujących, słodzących, barwników i przeciwutleniaczy, które mogą wchodzić w skład produktów leczniczych.
Na terenie Unii Europejskiej przepisy regulujące dopuszczenie substancji pomocniczych określone jest w Dyrektywie 2001/83/EC z dnia 6 listopada 2001 r. w sprawie wspólnotowego kodeksu odnoszącego się do produktów leczniczych stosowanych u ludzi.

## Zastosowanie substancji pomocniczych
| Przykłady substancji pomocniczych i ich zastosowanie w produkcie leczniczym lub przy jego produkcji | Przykłady substancji pomocniczych i ich zastosowanie w produkcie leczniczym lub przy jego produkcji | Przykłady substancji pomocniczych i ich zastosowanie w produkcie leczniczym lub przy jego produkcji |
| --------------------------------------------------------------------------------------------------- | --- | --------------------------------------------------------------------------------------------------- |
| Funkcja:                                                                                            | Przykłady substancji (zastosowanie w produkcie): | |
| Środki wypełniające i adsorbujące                                                                   | laktoza, celuloza mikrokrystaliczna, skrobia, sacharoza (tabletki); parafina (pasty); tłuszcz neutralny (czopki); glikol polietylenowy (makrogol, PEG), tlenek polietylenu (PEO), (tabletki, maści, kremy) | |
| Substancje zwiększające lepkość                                                                     | pektyna, traganek, kwas poliakrylowy, poliwinylopirolidon, koloidalny ditlenek krzemu, karboksymetyloceluloza (żel, lepkie roztwory) | |
| Rozpuszczalniki, Środki nawilżające                                                                 | woda, etanol, izopropanol (granulaty) | |
| Emulgatory                                                                                          | alkohol cetostearylowy, monostearynian gliceryny, lecytyna, estry kwasów tłuszczowych i sorbitolu, polioksyetylenosorbitolu (np. polisorbat 20, polisorbat 80), polioksyetylenu (emulsje, kremy) | |
| Solubilizatory, surfaktanty                                                                         | glikol polietylenowy (PEG, makrogol, PEO), polisorbat (rozpuszczalniki, zawiesiny) | |
| Roztwór buforowy                                                                                    | dihydrofosforan sodu, (roztwory, kremy) | |
| Substancje wiążące                                                                                  | skrobia, traganek, eter celulozowy (metyloceluloza, etyloceluloza, hydroksypropyloceluloza, karboksymetyloceluloza), poliwinylopirolidon (granulaty, tabletki) | |
| Substancje powlekające                                                                              | sacharoza (powłoka cukrowa); żelatyna (kapsułka); polibursztynian żelatyny („miękkie kapsułki“), poliakrylan, etyloceluloza, metyloceluloza (powlekanie: kapsułki powlekane, tabletki powlekane, granulat) | |
| Substancje rozsadzające                                                                             | skrobia (tabletki); kroskarmeloza sodowa (tabletki, kapsułki, granulaty); wodorowęglan sodu w połączeniu z kwasem cytrynowym (tabletki musujące) | |
| Substancje antyadhezyjne i poślizgowe                                                               | glikol polietylenowy (PEG, makrogol, PEO), talk, stearynian magnezu (tabletkowanie) | |
| Substancje poślizgowe                                                                               | koloidalny ditlenek krzemu (proszki, granulaty) | |
| Gazy wytłaczające (propelenty)                                                                      | sprzężone: azot, dwutlenek węgla, podtlenek azotu; skroplone: nasycone węglowodory alifatyczne, eter dimetylowy, wodorofluorowęglowodory (hydrofluoroalkany - HFA, np. norfluran), dopuszczalne także chloro- i fluoropochodne metanu i etanu | |
| Przeciwutleniacze                                                                                   | butylohydroksytoluen, α-tokoferol | |
| Konserwanty                                                                                         | ester parabenu, chlorki benzalkoniowe, alkohol benzylowy, tiomersal, chlorokrezol, 2-fenyloetanol (zwiększa przepuszczalność błony komórkowej bakterii wzmacniając działanie przeciwbakteryjne) | |
| Substancje słodzące i zapachowe                                                                     | sacharoza, sorbitol, sacharynian sodu, cyklaminian sodu; aromaty | |
| Promotory wchłaniania                                                                               | sulfotlenek dimetylowy (dla 5-fluorouracylu, skopolaminy), kwas olejowy (dla 5-fluorouracylu), terpeny (dla nikotyny, testosteronu), azon (dla: nitrogliceryny, klonidynaklonidyny, antybiotyków, morfiny, insuliny, ibuprofenu), mocznik (dla kortykosteroidów, ditrazolu, lidokainy, kofeiny), glikol propylenowy (dla propanolu, 5-fluorouracylu), etanol (dla estradiolu, kortykosteroidów, diklofenaku) | |